# Christa Maria Ziese
Christa Maria Ziese, auch Christa-Maria Ziese, verheiratete Christa Maria Ziese-Lüdeke (* 13. Juli 1924 in Aschersleben; † 22. Januar 2012 in Meiningen) war eine deutsche Lied-, Konzert- und Opernsängerin (Sopran).

## Leben
Ihre Lehrer waren die Pädagogen Gottlieb Zeithammer und Josef-Maria Hausschild in Leipzig. Sie gewann 1949 den Internationalen Concours von Prag und 1950 den dritten Preis des Bach-Gesangwettbewerbs in Leipzig. Ihr Bühnendebüt hatte sie 1947 an der Oper Leipzig als Hänsel in der Oper Hänsel und Gretel und war dann bis 1951 und wiederum 1954–1977 Mitglied dieses Opernhauses, gastierte aber gleichzeitig an den Staatsoper Berlin und Dresden sowie an der Komischen Oper Berlin. 1952–1954 war sie am Nationaltheater in Weimar engagiert. Gastspiele am Moskauer Bolschoi-Theater, an der Deutschen Oper am Rhein Düsseldorf-Duisburg, an den Opernhäusern von Hamburg, Hannover, Zürich, Brno  und Nizza folgten. Ihre großdimensionierte, von Ausdruckskraft getragene Sopranstimme erreichte ihre besten Leistungen im hochdramatischen Repertoire. Sie sang u. a. die Partie der Leonore im Fidelio, Santuzza in Cavalleria rusticana, Salome, Aida, Tosca, Carmen, Turandot von Puccini, Senta im Fliegenden Holländer, Isolde, Venus im Tannhäuser. Auch im Konzertsaal hatte die Künstlerin Erfolge. Ihr wurde der Titel einer Kammersängerin verliehen. Nach Beendigung ihrer Bühnenlaufbahn im Jahre 1977 widmete sie sich besonders der Ausbildung von Nachwuchssängern.

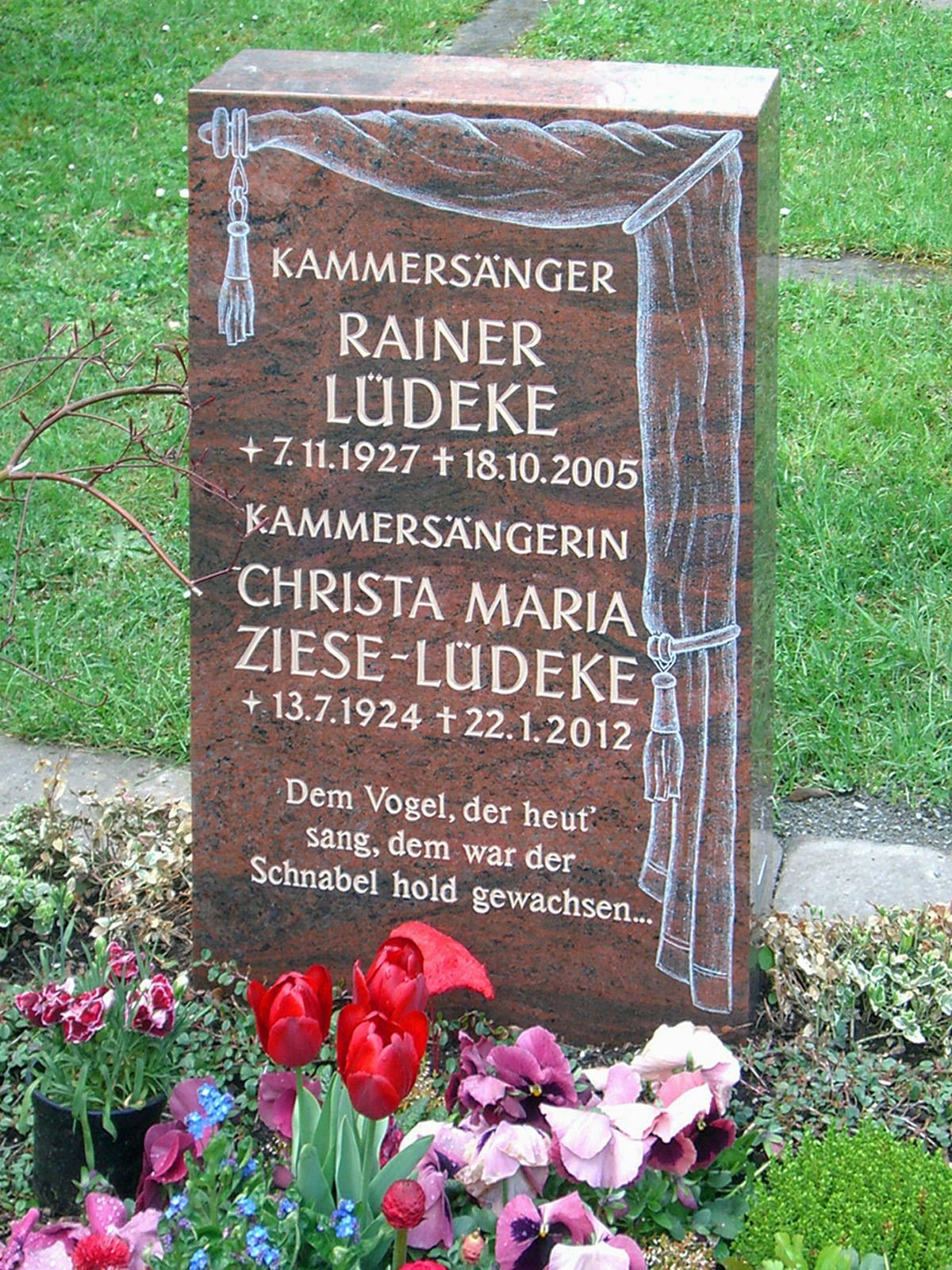
Ihr Grab auf dem Südfriedhof Leipzig

Ihren Lebensabend verbrachte sie in Meiningen. Beigesetzt wurde sie im Grab ihres Ehemannes Rainer Lüdeke auf dem Leipziger Südfriedhof.

## Auszeichnungen
- Am 6. Oktober 1963 wurde sie mit dem Nationalpreis der DDR III. Klasse für Kunst und Literatur ausgezeichnet.[4]